# Sturm und Drang (dramma)
Sturm und Drang è un dramma di Friedrich Maximilian Klinger. Il titolo dell'opera divenne presto lo slogan dell'omonimo movimento che convenzionalmente si situa tra il 1765 ed il 1785.
Questa fase segna un momento cardine nella letteratura, a metà strada tra il razionalismo illuministico ormai in declino e il successivo romanticismo sentimentale e ribelle, contrario a leggi e tradizioni, che proponeva l'esaltazione al contempo delle arti e dello spirito patriottico tedesco.

## Genesi

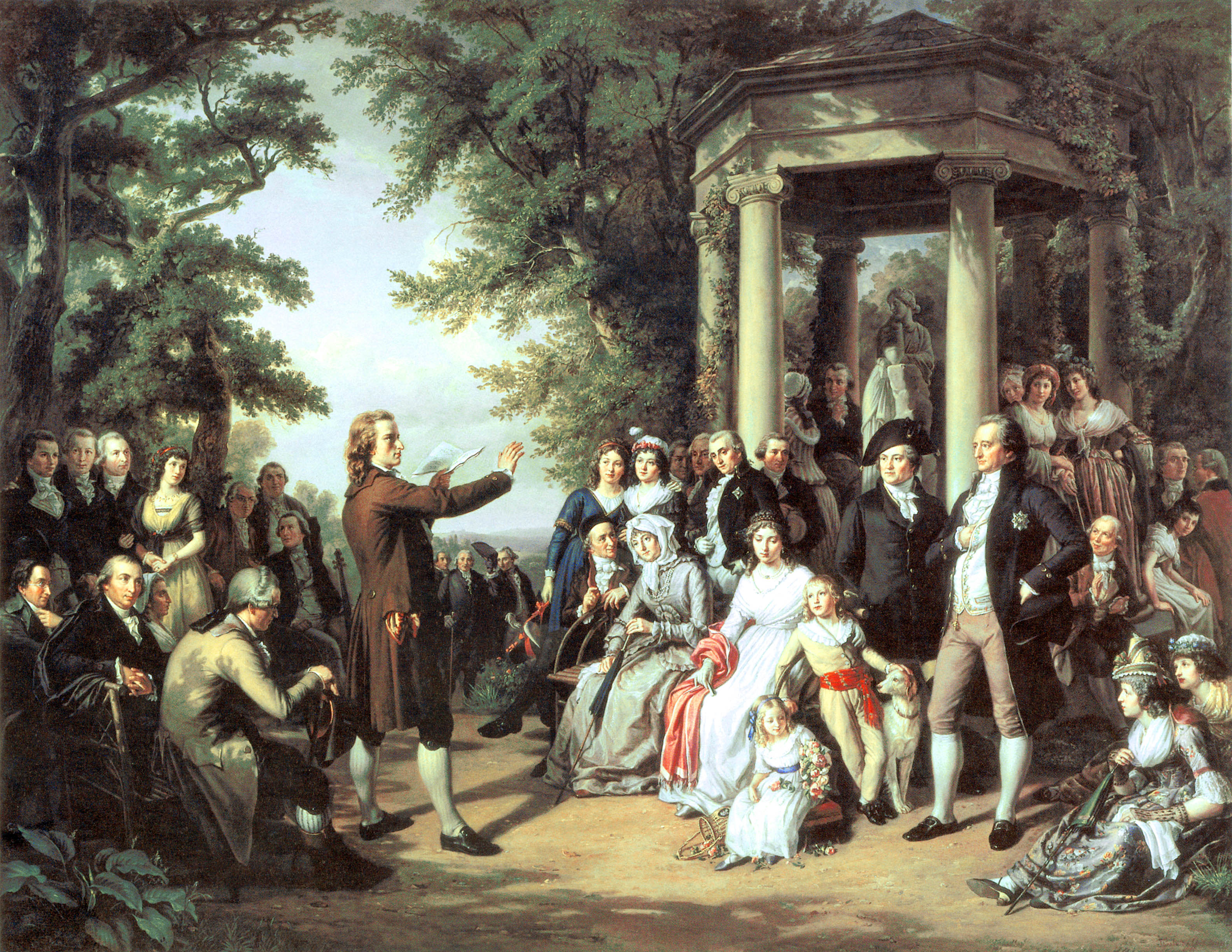
Il classicismo di Weimar, fiorito tra il 1780 ed il 1815, a cui partecipò lo stesso Klinger.

Ritratto dell'autore Friedrich Maximilian von Klinger (1752-1831).

La stesura dell'opera si vuole iniziata nell'autunno del 1776, con il titolo di "Wirrwarr" (Disordine). All'epoca, Klinger era già drammaturgo noto; l'anno prima aveva vinto il premio della compagnia teatrale Ackermann, una borsa di studio del valore di 20 fiorini, con una sua tragedia Die Zwillinge (le gemelle). Nel frattempo, Klinger seguì Goethe a Weimar, e fu esponente dell'omonimo movimento letterario. 
La prima rappresentazione ebbe luogo a Lipsia il 1º aprile 1777 ad opera della Seylersche Truppe, compagnia teatrale di cui Klinger era il drammaturgo. Ciononostante, sia la prima che la successiva rappresentazione nella città natale di Klinger, Francoforte, non riscossero molto successo.
La struttura ricorda lontanamente quella de La commedia degli errori di Shakespeare. Si possono individuare altre analogie con il poeta inglese, che del resto influenzò l'intero movimento: un esempio è la dinamica della commedia, caratterizzata dall'opposizione delle famiglie Bushy e Berkley all'amore dei due giovani, ricorda quello di Romeo e Giulietta, ma senza il tragico finale. Gli stessi appellativi sono attinti dal Riccardo II, mentre quello di La Feu dal Tutto è bene quel che finisce bene.

### Il titolo
Inizialmente, il dramma portava il titolo di "Wirrwarr" (Disordine). Il titolo attuale gli fu imposto forzosamente dal filosofo Christoph Kaufmann, come scrisse Klinger in una lettera.
Sulla scrittura del letterato impattò la lezione di Johann Gottfrield Herder, filosofo tedesco, il quale esaltava lo spirito della nazione tedesca e la poesia popolare. Si evince dunque il motivo di una passionalità bramosa e selvaggia per l'insofferenza a ogni legge o costrizione, dell'individualità del genio individuale e della natura che crea istintivamente. In sintesi, il rifiuto di ogni razionalità e classicismo.
Ciononostante, scrive Klinger nel 1814, molti contemporanei ironizzavano sul titolo della commedia.

## Personaggi
- Wild, alias Karl Bushy
- Lord Bushy, padre di Wild
- La Feu e Blasius, amici di Wild
- Lord Berkley, padre di Jenny Caroline, Lady Kathrin ed Harry
- Jenny Caroline, figlia di Lord Berkley
- Lady Kathrin, sorella di Lord Berkley
- Louise, nipote di Lady Kathrin e Lord Berkley
- Capitano Boyet, alias Harry Berkley, figlio di Lord Berkley scomparso dieci anni prima
- Giovane moro, schiavo di Boyet
- Il locandiere
- Betty, serva

## Trama

Le tredici colonie americane alla vigilia dell'indipendenza.

L'avventuriero Wild ha condotto gli amici La Feu e Blasius in America contro la loro volontà, con l'obiettivo di partecipare alla guerra d'indipendenza americana al servizio dell'Impero britannico. Giunti affamati in una locanda, il trio incontra Lord Berkley insieme alla figlia Jenny Caroline. Berkley, costretto a rifugiarsi in America per sfuggire ai suoi nemici che lo hanno privato della casa, sospetta il mandante sia stato Lord Bushy, in precedenza suo amico. 
Wild riconosce immediatamente Caroline e le rivela di essere in realtà proprio il figlio di Lord Bushy, affermando di chiamarsi in realtà Karl. Il motivo della guerra era un puro pretesto: i due erano già fidanzati in Inghilterra, costretti a separarsi a causa della partenza della giovane, e Karl ha tentato per molto tempo di ritrovarla. Giunti nella camera di questa hanno un momento di intimità. 
La fanciulla inizialmente nasconde questo fatto al padre, che ignaro offre al figlio del suo acerrimo nemico un posto nell'esercito. La situazione si complica: compare all'improvviso il capitano di vascello Boyet: il vecchio Berkley riconosce in lui il figlio Harry, scomparso dopo la confisca della tenuta di dieci anni prima. Questi dimostra da subito una piccata antipatia per Wild, con il quale si è già battuto in duello in Olanda, chiedendo vendetta. 
Boyet riferisce trionfalmente al padre di aver lasciato l'anziano Lord Bushy su una piccola imbarcazione nell'oceano, consegnandolo probabilmente a morte certa: questo provoca l'ira di Wild, che lo sfida a combattimento. (Tuttavia, per scongiurare la contesa, Lady Kathrin rivela ai Berkley la vera identità di Wild, che a sua volta ha appreso da La Feu).
Nel corso del duello, Boyet viene ferito al polpaccio e riconosce con riluttanza il coraggio di Wild. A questo punto Wild riceve da un marinaio la notizia che il vecchio Bushy è sorprendentemente vivo, riportato a bordo da un tenente fedele. L'uomo creduto morto fino ad allora, perdona i suoi avversari e afferma di non aver partecipato alla cospirazione contro Berkley; afferma però di poter pronunciare il nome del vero colpevole, perché costui è da tempo morto e lo ha fatto giurare.

### Epilogo
La famiglia di Berkley è inizialmente restia a cessare l'odio, per via dei troppi anni passati; ma l'amore troppo grande tra Will (alias Karl) e Lady Caroline, che in questo caso avrebbero rifiutato le loro famiglie, spinge a cambiare idea. Anche l'amico di Will, La Feu, e l'altra figlia di Berkley, Kathrin, si sono uniti per vivere un'esistenza romantica all'insegna pastorale. Lo stesso non si può dire per Blasius, che ha scelto un'esistenza da eremita non riuscendo a conquistare l'amata Louise.

## Contesto
Il titolo originario della commedia, Wirrwarr, descrive abbastanza bene la trama: appare da subito aggrovigliata e confusa, con una molteplicità di personaggi ed un intreccio non facile interpretazione.
Frequente è l'utilizzo di nomi parlanti: ciò, ad esempio, si nota nel caso dei tre amici:
- Le Feu significa fuoco, che denota il carattere ardente;
- Blasé significa tanto quanto indifferente, non ricettivo o addirittura disgustato;
- Wild è archetipo del potente, coraggioso e impavido.[5]

### Interpretazione
Klinger descrive così la sua opera teatrale nel settembre 1776: "Ho raccolto le idee più originali, ed il sentimento tragico più profondo si alterna sempre al riso e al divertimento."
La mancanza di riferimenti sociali e politici nell'opera può tuttavia essere spiegata con l'intenzione di Klinger di evitare le critiche dei concittadini, nonché disguidi dal punto di vista politico.
Il dramma rifiuta quindi deliberatamente ogni classificazione sbrigativa; lo stesso Klinger aveva precedentemente dimostrato che, nella sua opera, "il comico e il tragico sono mescolati con una salsa amara".
Con questa opera, apparentemente banale, Klinger ha intrapreso una strada completamente nuova: ha improvvisato una trama comica buffonesca con colpi di scena fortuiti e una scena di riconoscimento finale che porta anche alla riconciliazione. La scarsa coerenza dal punto di vista logico, invece, si spiega dalla forza delle emozioni che è dominante anche sulla ragione e sulle convenzioni.
Il linguaggio assume valenza ermetica, iperbolico e compresso, a tratti idiosincrasiaco, abbondante di paragoni spinti e accostamenti forzati; all'epoca si trattava di una novità assoluta e forse per questo fu inizialmente respinto.
Questo dramma è espressione dell'impulso senza meta, la tempesta delle passioni fini a se stesse che hanno su tutto assoluto dominio. Il fatto che il titolo dell'opera sia diventato presto uno slogan e più tardi ancora una designazione epocale suggerisce che, in questa singolare mescolanza di emozioni contrastanti, il dramma di Klinger può essere considerato a pieno titolo come anticipazione del Romanticismo; un esempio è l'alternanza di indoli selvagge, mansuete e contemplative: l'oscillazione tra l'inattività malinconica nel caso di Blasius, il coraggio e l'ardore come per La Feu, così come il rapimento lirico e sensibile per la natura in Wild.
Quella di Klinger si presenta insomma, complici le diverse personalità, come l'opera della sofferenza: i tre amici soffrono da un lato per la "spettrale inquietudine ed indeterminatezza" dell'ambiente americano, dall'altro si struggono per la passione amorosa- tormentata e, nel caso di Blasius, insoddisfatta.
(Will)

### Critiche
Nonostante il titolo programmatico, l'opera di Klinger non è un dramma esemplare dello Sturm und Drang. 
La trama non presenta un lineare svolgersi degli eventi o uniformità dei personaggi. I personaggi si comportano spesso in modo illogico, sembrando non guidati da intenzioni specifiche; molte affermazioni e azioni sembrano immotivate. 
Il luogo in cui si svolge la vicenda è pressoché indeterminato, come anche la descrizione dell'ambiente, liquidato sbrigativamente come: "la terra d'America". Questa indicazione è fuorviante: il dramma infatti potrebbe essere ambientato in qualsiasi parte del mondo in cui si sta combattendo una guerra.
E la stessa guerra, condotta dai coloni americani per la loro indipendenza contro la potenza coloniale inglese, appare fredda e senza connotazioni particolari- non assume importanza da un punto di vista economico, politico o sociale, piuttosto come una mera opportunità per il ricongiungimento dei due personaggi principali.
Si caratterizza per il volere andare oltre il razionalismo e la legge, con una forte esaltazione della forza, dell'avventura, delle passioni, tuttavia in maniera abbastanza generica e non approfondita.

## Opinione dei contemporanei
Nella maggior parte dei casi, l'opera di Klinger non è stata accolta favorevolmente dal pubblico e tantomeno dalla critica, che ne accusano la poca naturalezza della trama a tratti ridondante, la scarsa caratterizzazione dei personaggi e la poca coerenza logica. Sono accostate immagini insolite e frasi contraddittorie, oltre ad eccessive delle ripetizioni.
Nel 1778, un recensore anonimo afferma:
Questo era anche il parere del Berliner Literarisches Wochenblatt, giornale letterario dell'epoca, che illustra meglio l'incertezza dei critici specializzati:
Klinger rifiuta, per così dire, la tradizionale unità d'azione del dramma classico. Al posto delle tecniche di collegamento della trama, utilizza "una varietà di personaggi per creare un'opera variegata".